# Ellipes rostratus
Ellipes rostratus is een rechtvleugelig insect uit de familie Tridactylidae. De wetenschappelijke naam van deze soort is voor het eerst geldig gepubliceerd in 1928 door Hebard.